# Беково (станция)
Бе́ково — железнодорожная станция Юго-Восточной железной дороги, конечная станция ветки от линии Тамбов — Ртищево (линия не электрифицирована). Расположена в районном посёлке Беково Пензенской области, в 15 км от железнодорожной станции Вертуновская. В настоящее время открыта для грузовой работы. На время весеннего паводка назначается поезд № 6607/6608 до станции Ртищево в связи с тем, что мост по трассе Беково — Ртищево затопляется и автотранспортное сообщение прерывается. Поезд отправляется еженедельно по субботам и воскресеньям.

## Деятельность
На станции осуществляются:
- продажа пассажирских билетов;
- прием, выдача багажа;
- приём и выдача повагонных отправок грузов (открытые площадки);
- приём и выдача повагонных и мелких отправок (подъездные пути);
- приём выдача грузов в универсальных контейнерах (3 и 5 т.);
- приём выдача мелких отправок грузов (открытые площадки)[3].

Единственный пассажирский (пригородный поезд) курсирует из Беково до Ртищево I по выходным дням.

## История
Построена в 1873 году местным помещиком М. А. Устиновым на собственные деньги и являлась первой в России частной железной дорогой. В усадьбе Беково находятся остатки родового имения Устиновых. В 1874 году начато движение по Бековской ветке. В 1896 году продана М. А. Устиновым обществу Рязано-Уральской железной дороги. В 2014 году деревянное здание вокзала демонтировано. Его функции взяло на себя небольшое помещение, находившееся рядом.

## Галерея

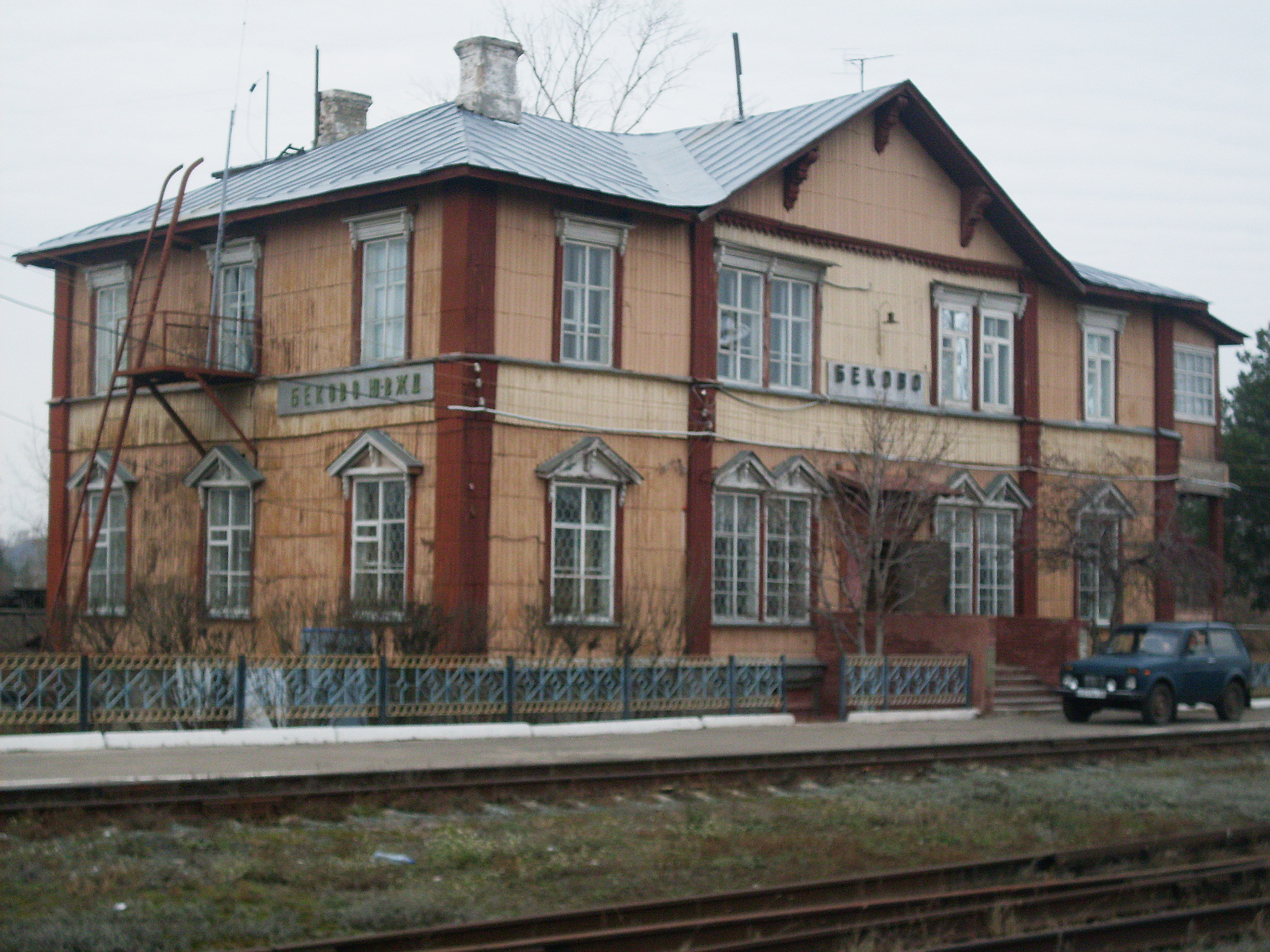
Старое здание вокзала
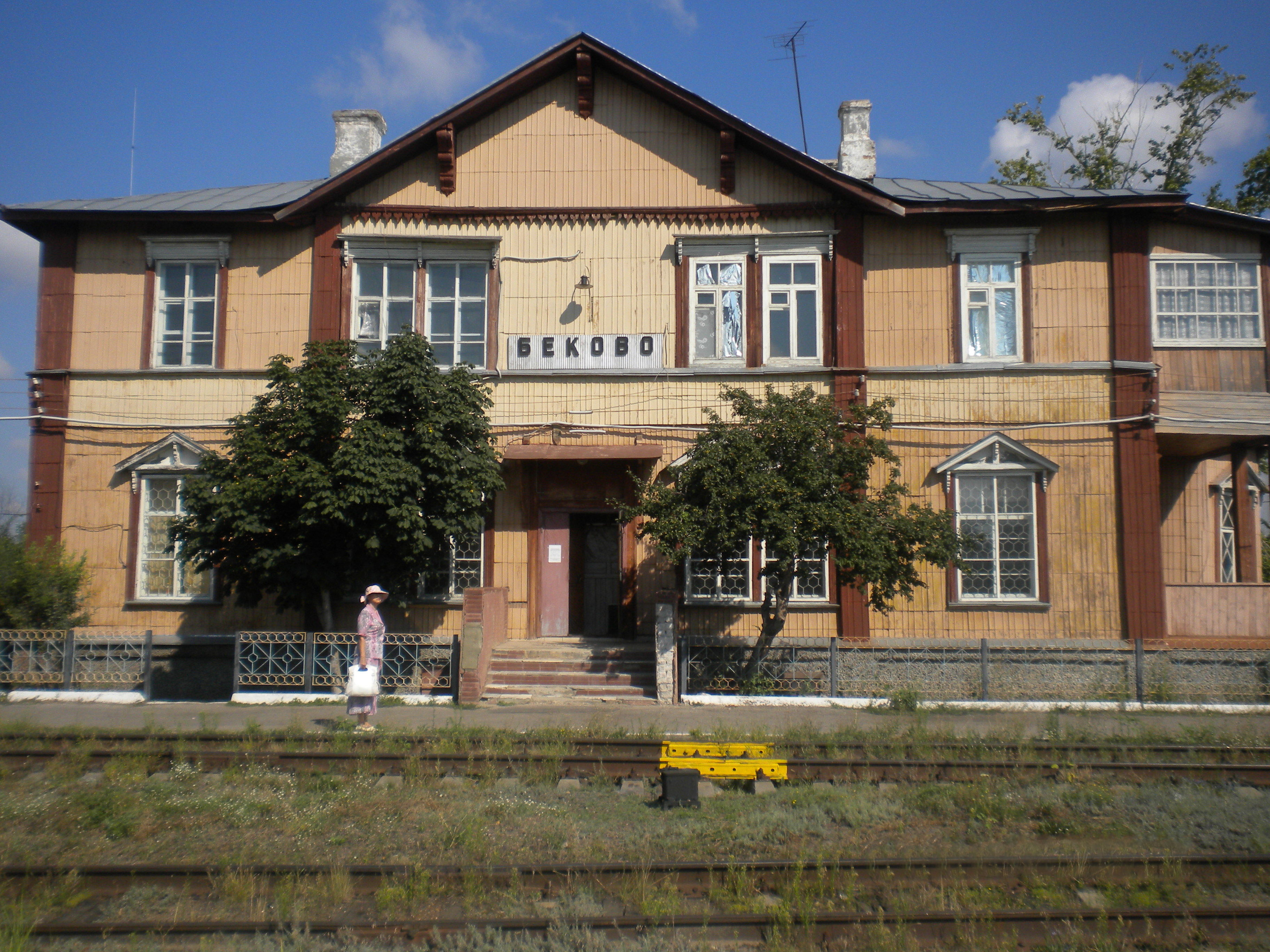
Старое здание вокзала
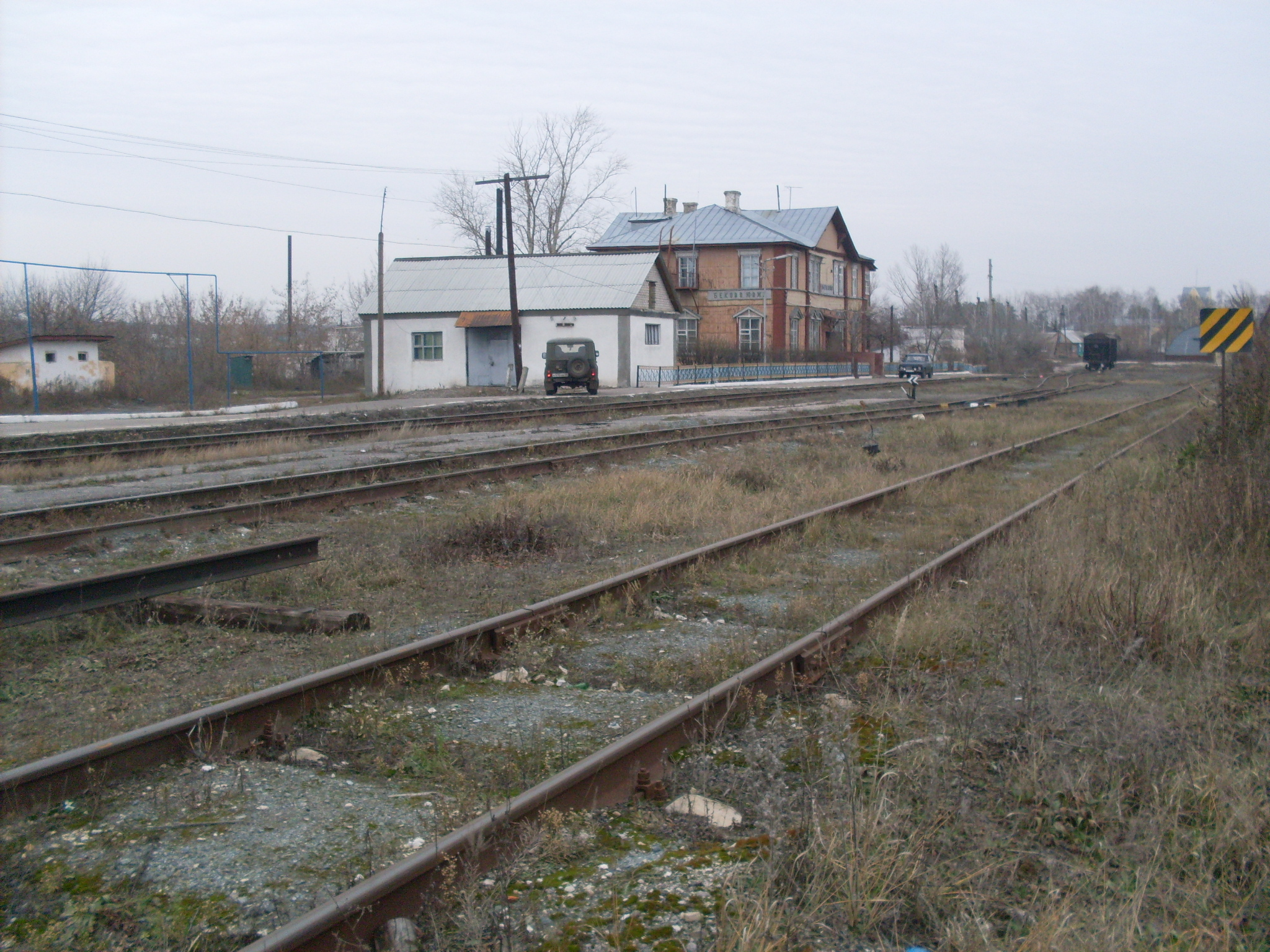
Станция Беково. Железнодорожные пути. 2011 год
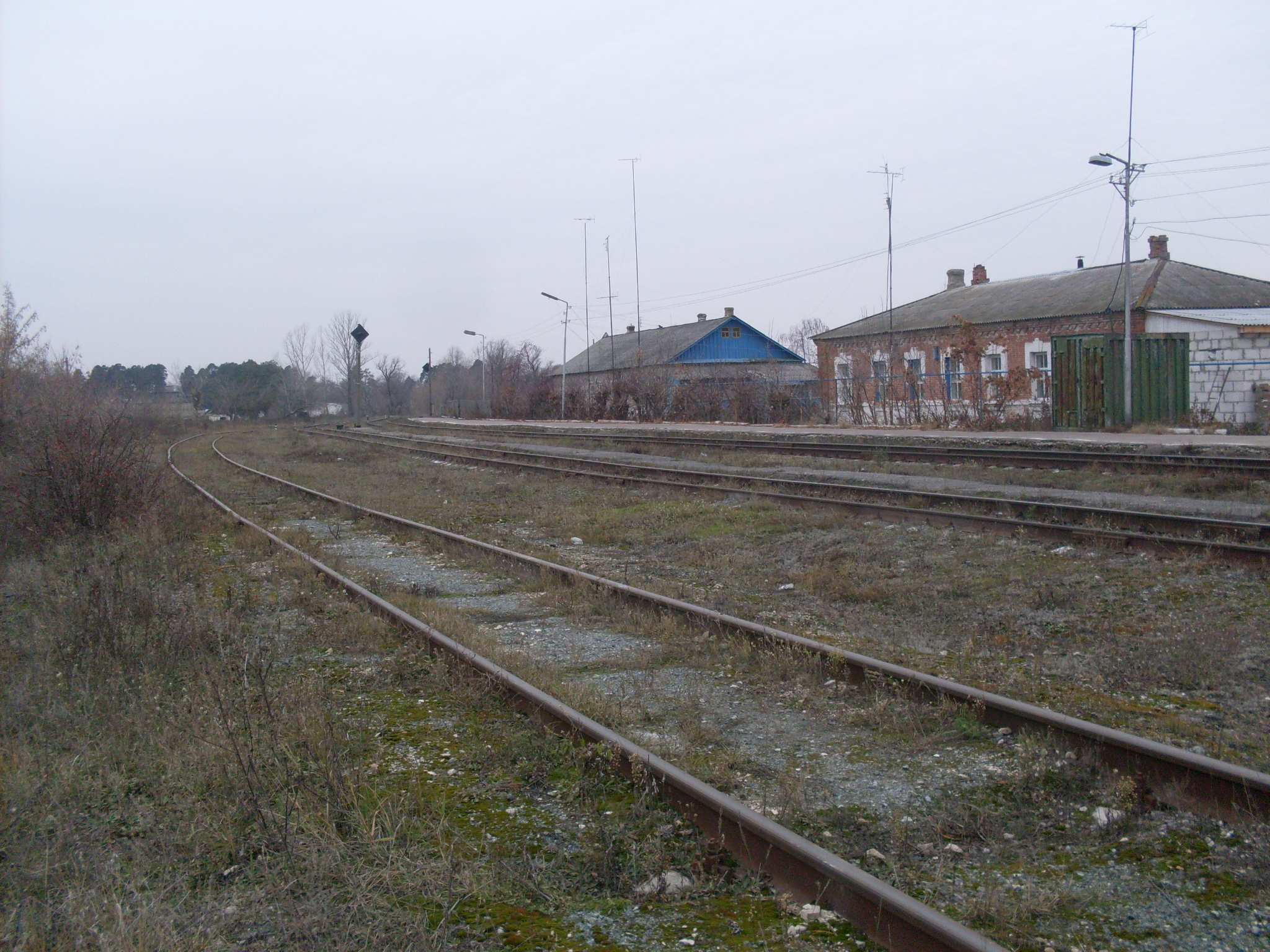
Станция Беково. Дорога на станцию Вертуновскую. 2011 год
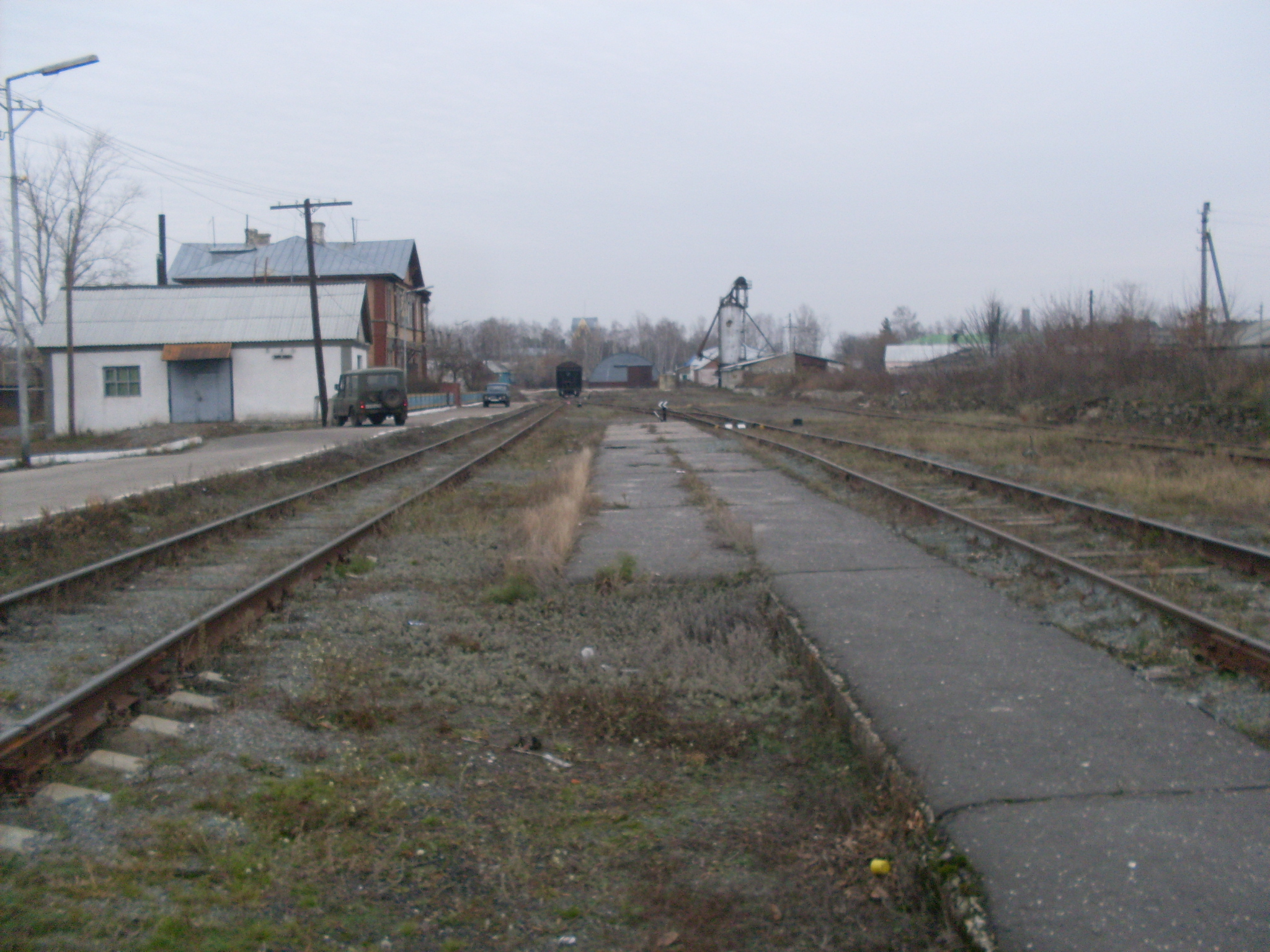
Станция Беково. Вид с западной стороны. 2011 год
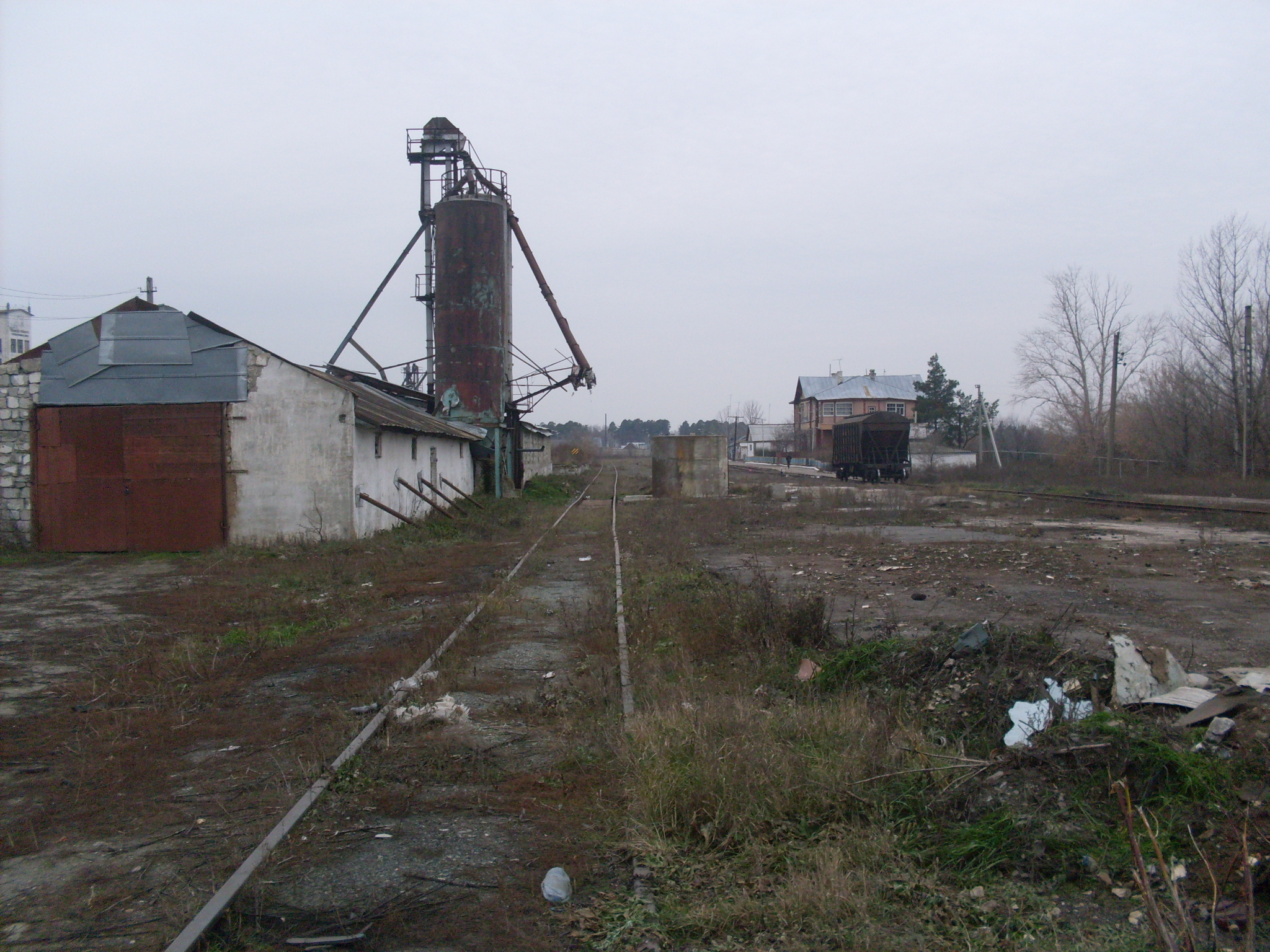
Станция Беково. Вид с восточной стороны. 2011 год
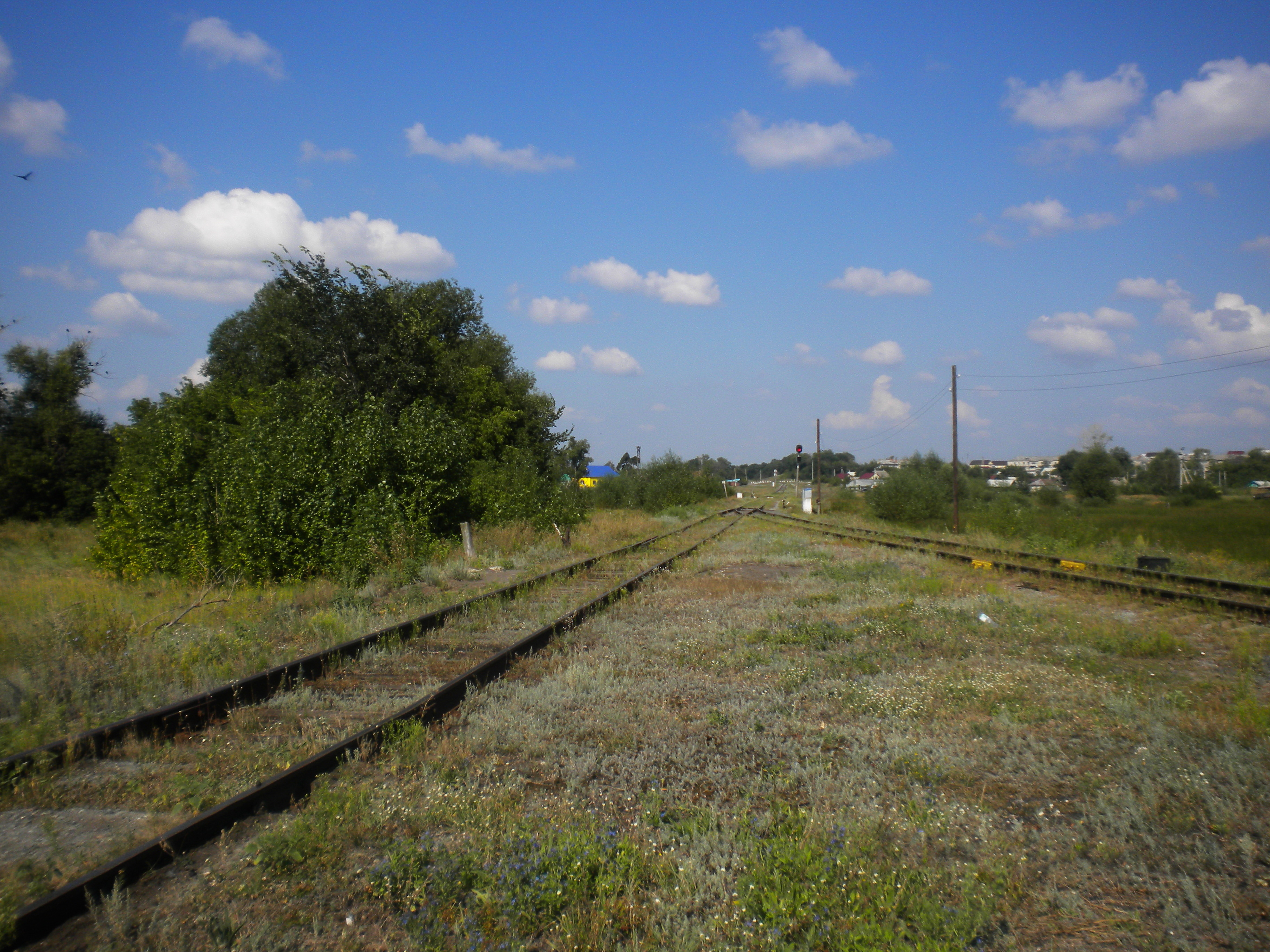
Станция Беково. Вид в сторону станции Вертуновская. 2012 год
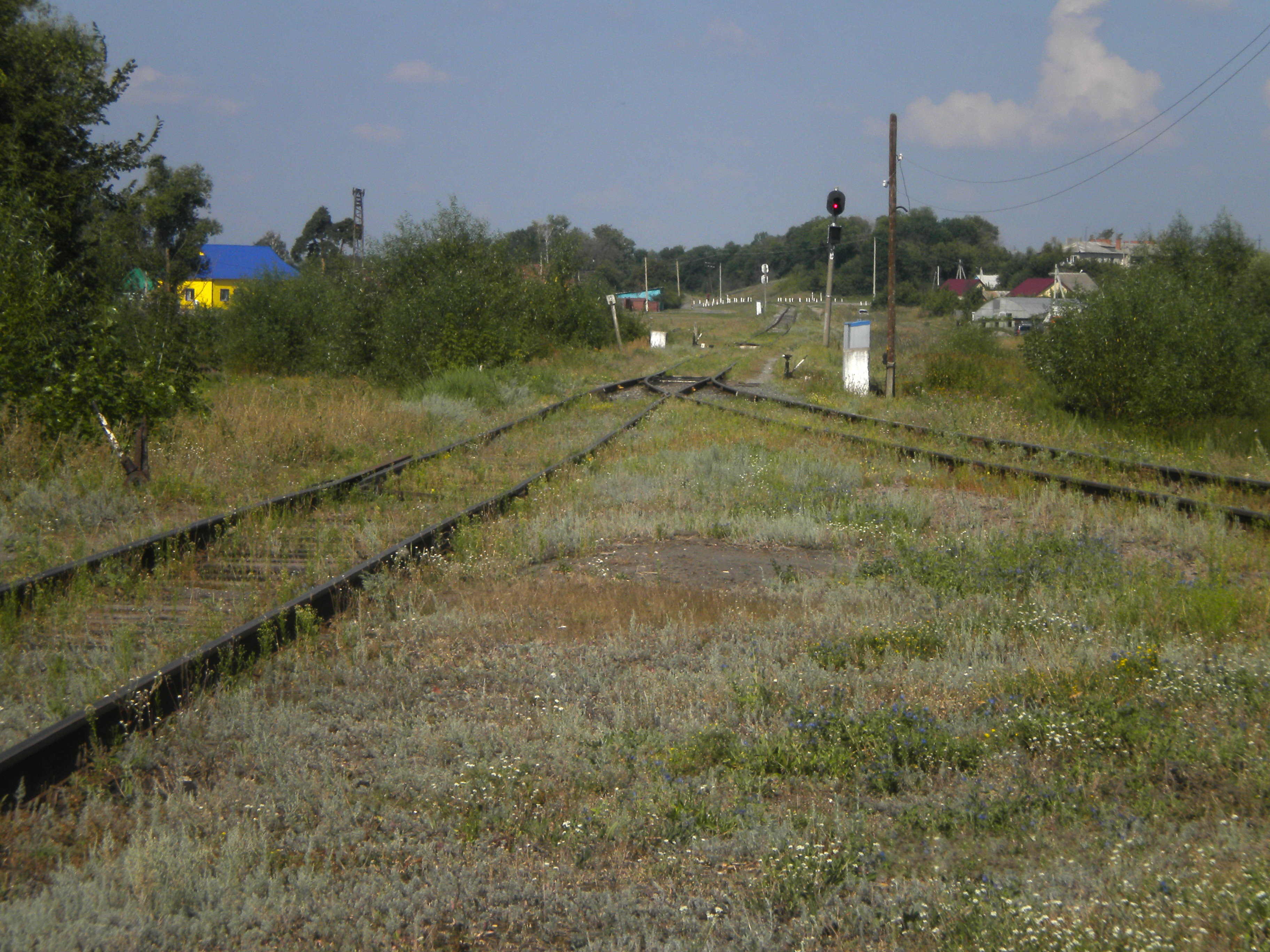
Станция Беково. Западная горловина. 2012 год
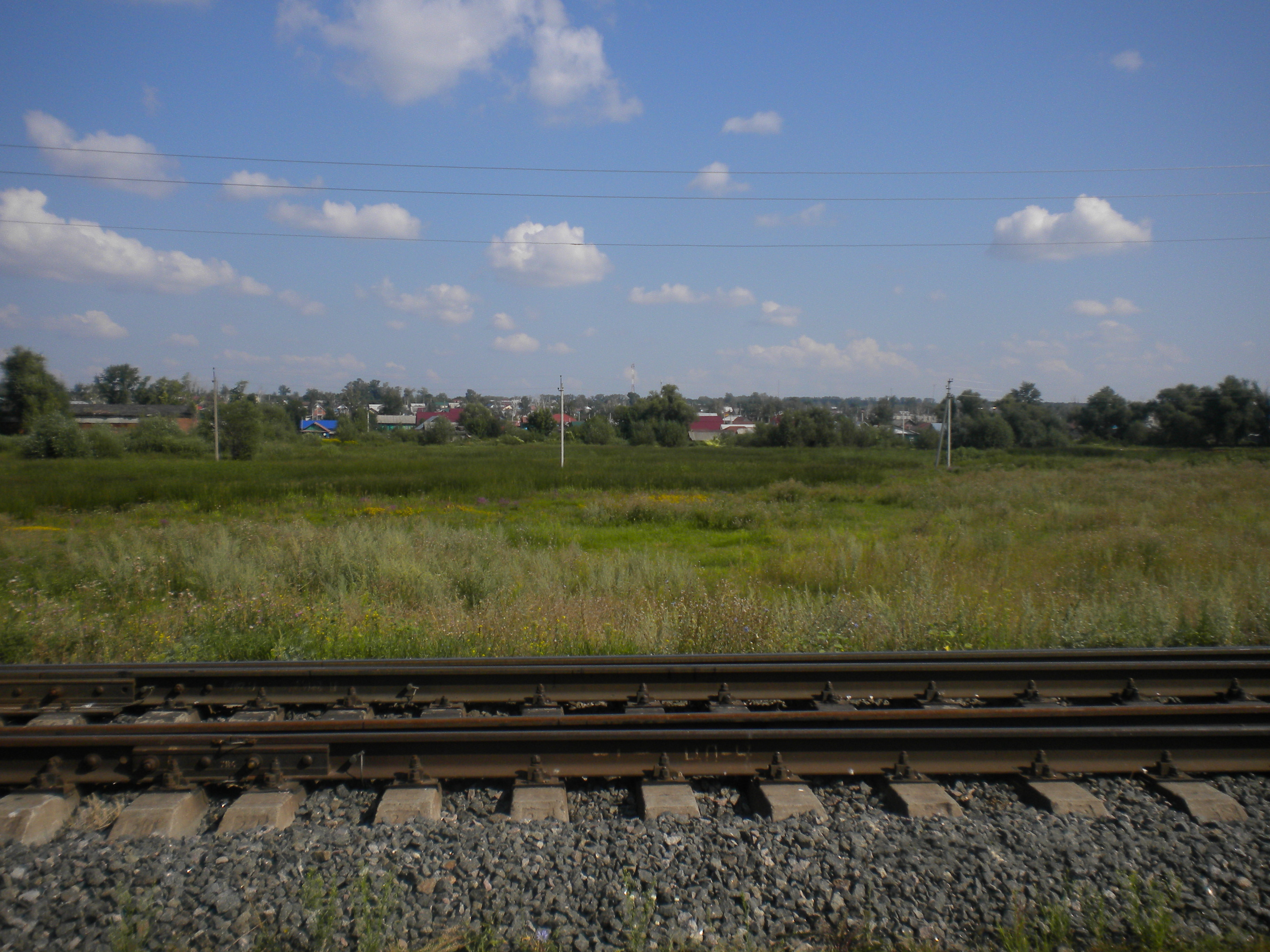
Станция Беково. Вид на посёлок. 2012 год
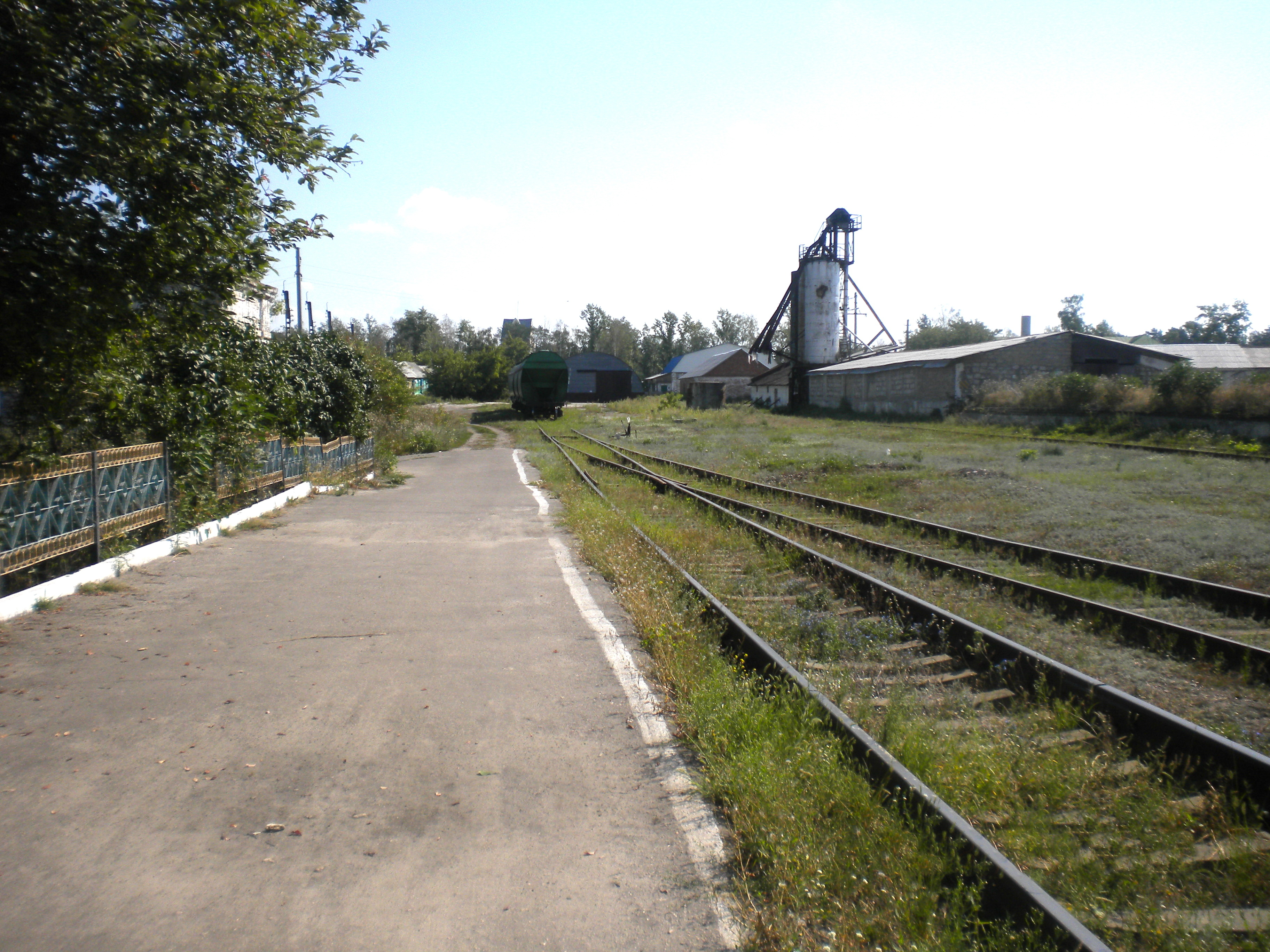
Станция Беково. Перрон. 2012 год
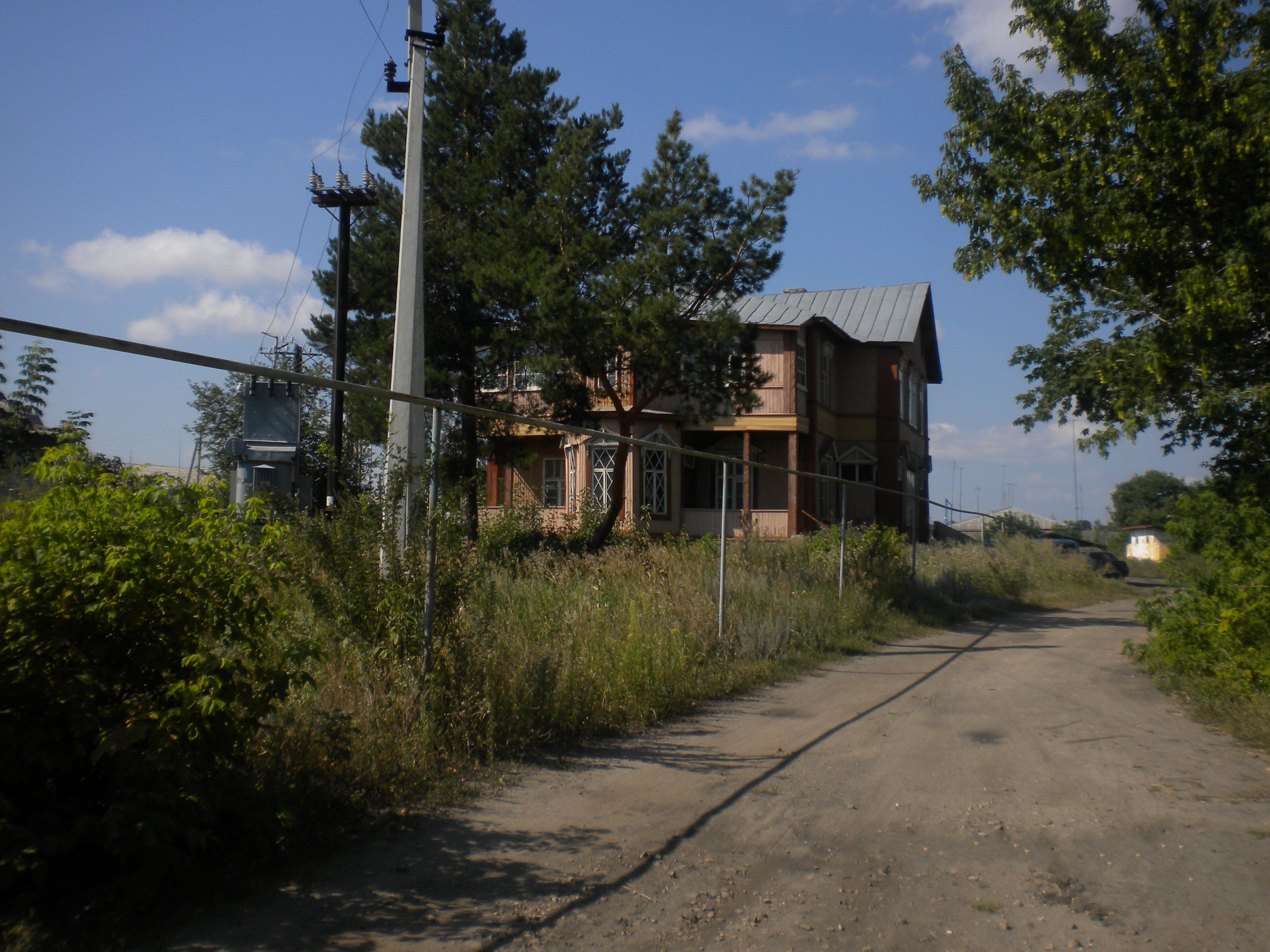
Станция Беково.Вид вокзала с северо-восточной стороны. 2012 год
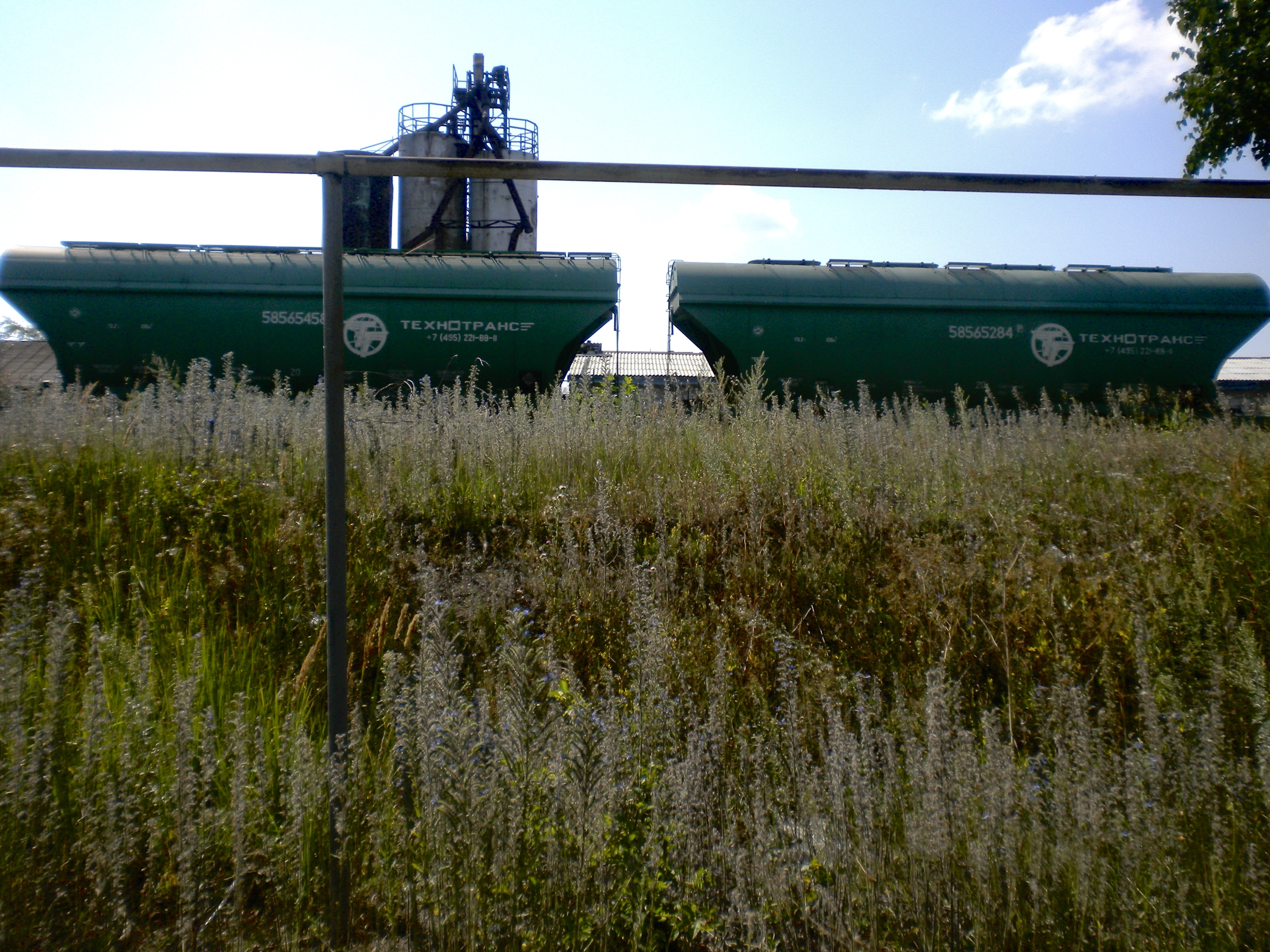
Хопперы на станции Беково. 2012 год
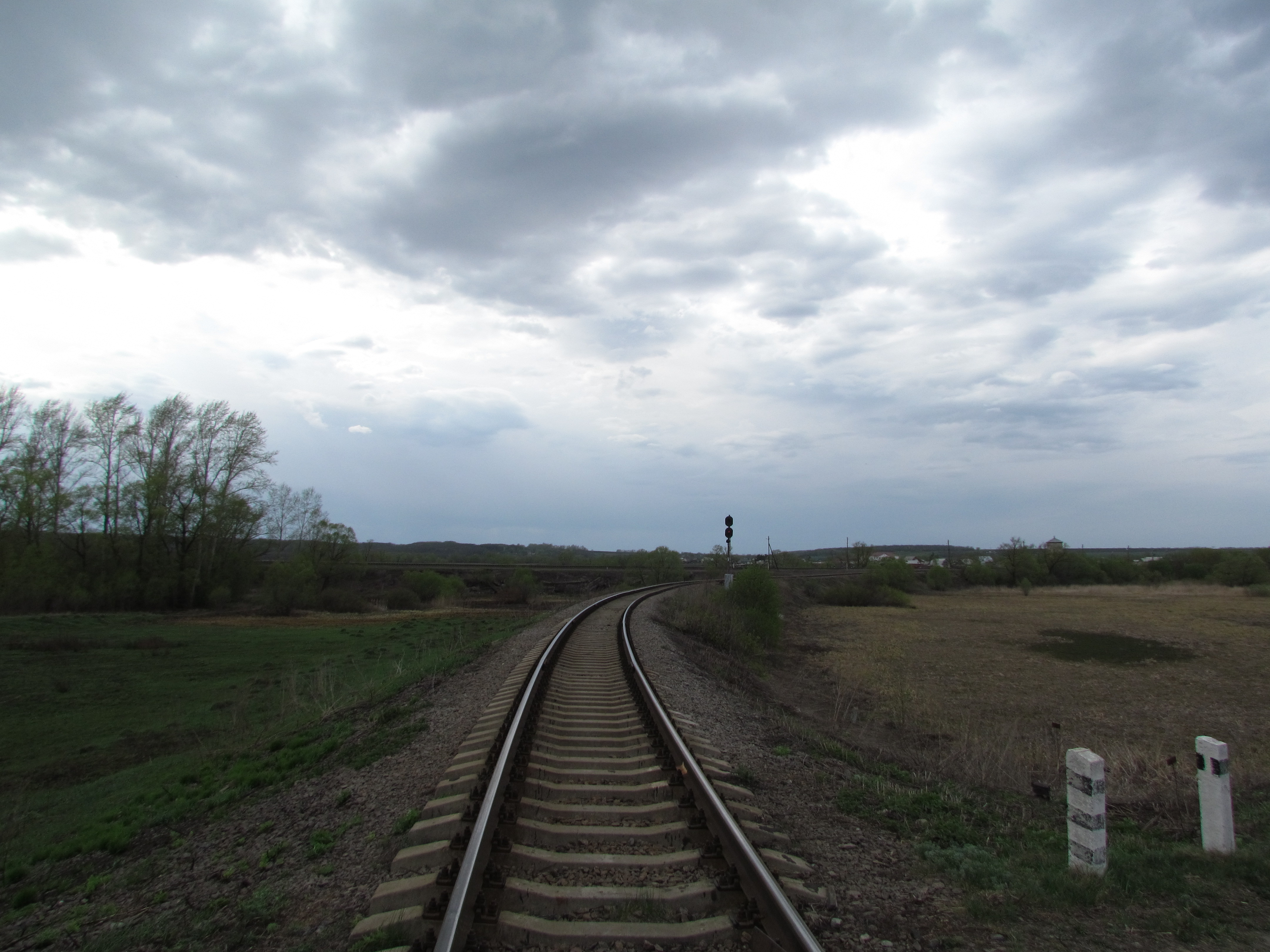
Бековская железнодорожная ветка в районе с. Сосновка 2015 год
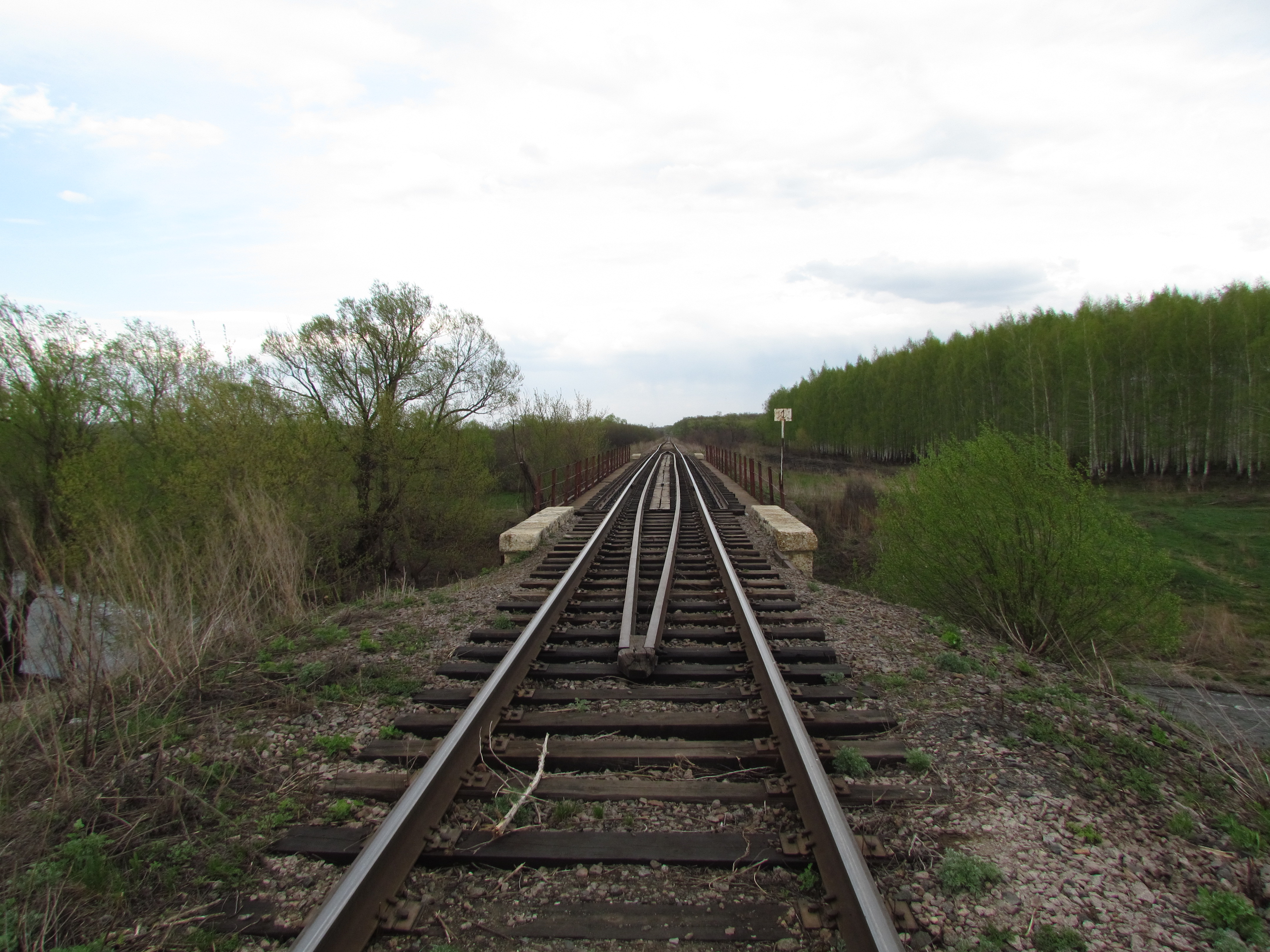
Бековская железнодорожная ветка в районе с. Сосновка, мост через р. Миткирей 2015 год
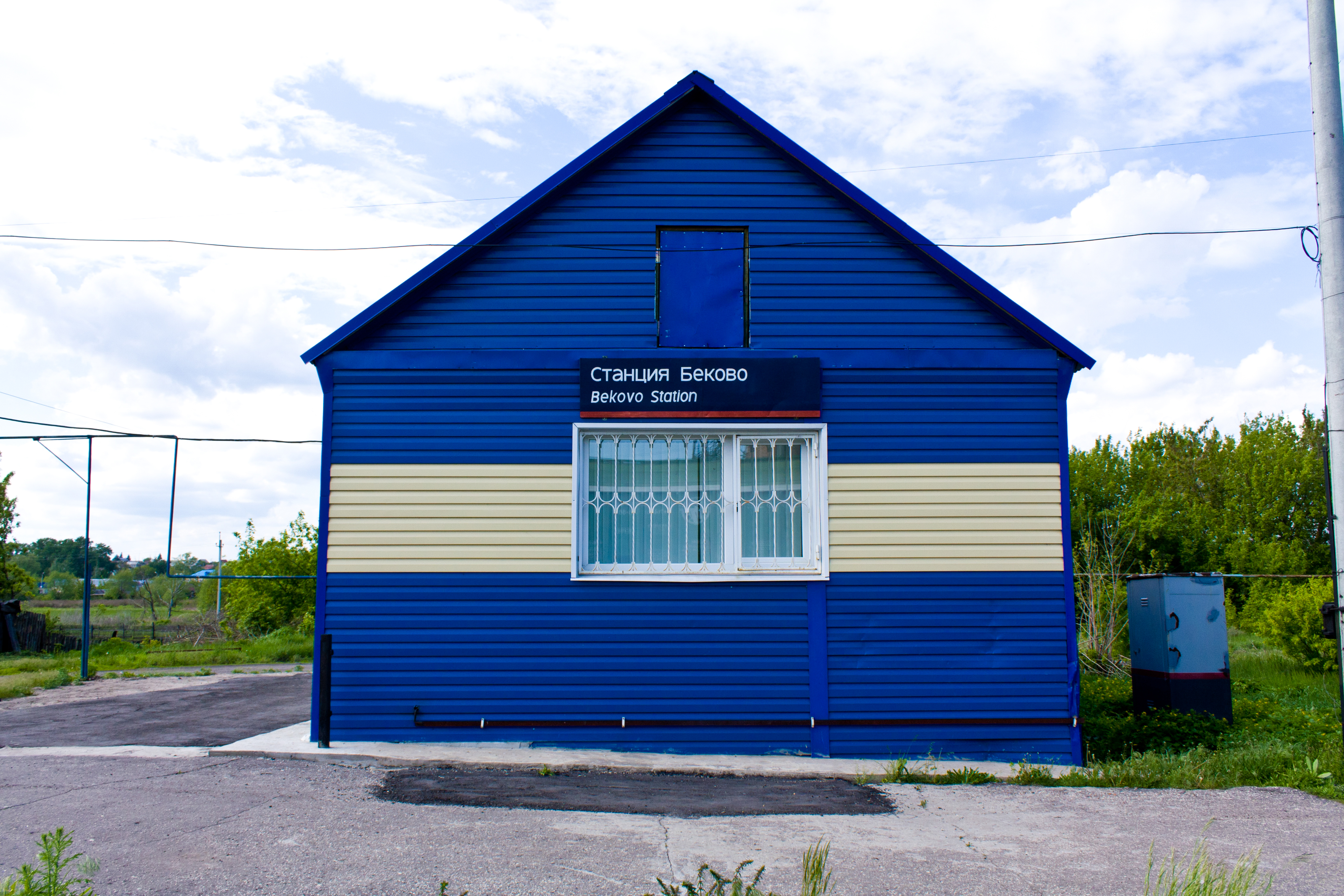
Новое здание вокзала